# Dark Side (chanson de Blind Channel)
Pour les articles homonymes, voir Dark Side.
Chansons représentant la Finlande au Concours Eurovision de la chanson
Looking Back
(2020)
Dark Side est une chanson interprétée par le groupe Blind Channel.
Blind Channel représentait la Finlande au Concours Eurovision de la chanson 2021, à l'issue de l'émission Uuden Musiikin Kilpailu 2021,, diffusée le 20 février 2021.

## Classements
Le groupe finlandais a réussi à atteindre la sixième position à la grande finale de l'Eurovision de la chanson 2021 avec le titre Dark Side.